# Isrink

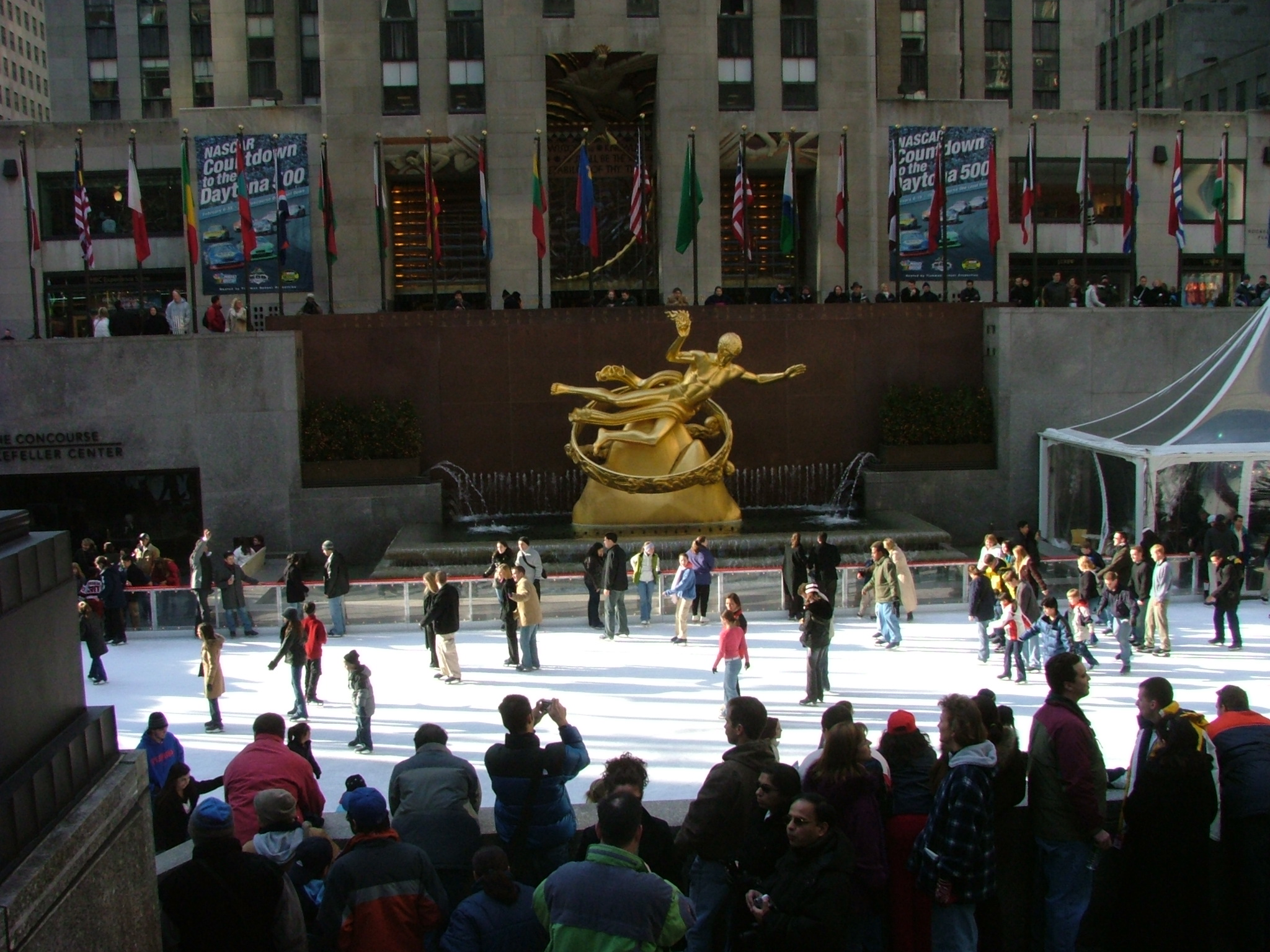
Isrinken vid Rockefeller Center.

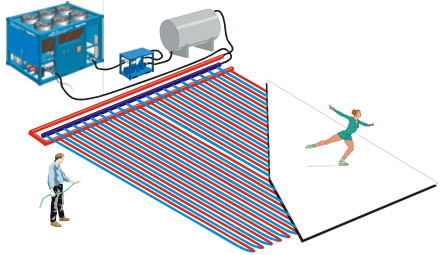
Principskiss som visar rör med kylvätska till en konstfrusen is.

En isrink eller skridskobana är ett fruset vattenparti avsett för skridskoåkning eller vintersporter. Några av dessa användningsområden för ytan är ishockey, konståkning och isshower, likt World on Ice.
Många rinkar består av förfrusna sjöar, dammar, kanaler och ibland floder. Inomhus, i större arenor, byggs artificiella rinkar upp, genom att en stor yta fylls med vatten som man sedan låter frysa till is. Ibland används även snö i nedfrysningen.
Oavsett klimat kan en rink inomhus installeras genom att bottnen först täcks med sand, eller ibland betong. På botten sträcker sig rör, genom vilka det rinner nedkyld vätska (ofta är denna vätska vatten blandat med etandiol), så att vatten ovanpå tillåts frysa. Den första rinken som tillverkades på detta sätt var Glaciarium, i London.

## Rinkstorlekar

### Bandy
Rinkbandy spelas på en ishockeyrink (därav namnet) och har alltså samma storlek som den, medan vanlig bandy spelas på en bandyplan i ungefär samma storlek som en fotbollsplan, bredd 45–65 meter och längd 90–110 meter.

### Hastighetsskridsko
De officiella olympiska rinkstorlekarna är 111,12 meter lång för short track och 400 meter lång för hastighetsåkning på skridskor.

### Ishockey

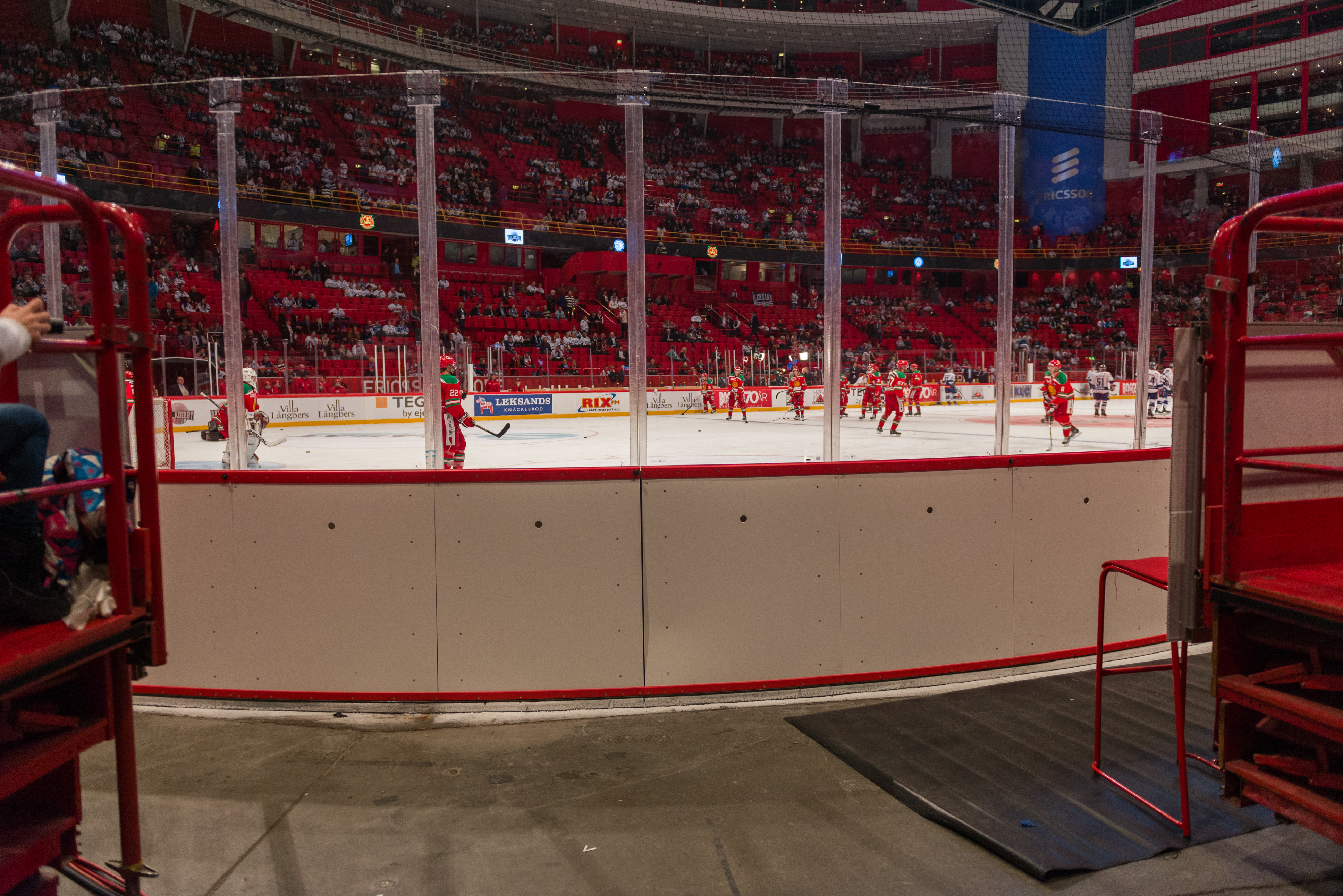
Ishockeyrink i Globen i Stockholm.

I olympiska och internationella sammanhang används storleken 30 x 60 meter, medan NHL:s hockeyrinkar är 26 meter breda och 61 meter långa. Under olympiska vinterspelen 2010 i Vancouver höll rinkarna NHL-standard.